# 아바이 (파라과이)
아바이(스페인어: Abaí)는 파라과이 카사파 주에 있는 도시이다. 인구는 3,586명이다.